# Morna Hooker
Morna Dorothy Hooker (Beddington, 19 mei 1931) is een Brits theologe, gespecialiseerd in de bestudering van het Nieuwe Testament.
Na een studie theologie aan de universiteit van Bristol en een promotieonderzoek aan de universiteit van Manchester, was zij tussen 1959 en 1976 universitair docent aan verschillende universiteiten (achtereenvolgens), waaronder King's College in Londen en de universiteit van Oxford. Van 1976 tot aan haar emeritaat in 1998 bekleedde zij de leerstoel van Lady Margaret's Professor of Divinity aan de universiteit van Cambridge, waarmee zij de eerste vrouwelijke hoogleraar theologie werd aan deze universiteit. Zij was eveneens de eerste vrouw die de prestigieuze titel Doctor of Divinity van deze universiteit ontving. Tot op de dag van vandaag is Hooker fellow van het Robinson College in Cambridge. In het seizoen 1988/1989 was zij voorzitter (President) van het wetenschappelijk genootschap van nieuwtestamentici, het Studiorum Novi Testamenti Societas. Daarmee was zij de eerste vrouwelijke voorzitter van dit genootschap sinds de oprichting ervan in 1947.
Hookers wetenschappelijk werk ligt op het gebied van vroegchristelijke overtuigingen tegen de achtergrond van de Hebreeuwse Bijbel en het gedachtegoed van het vroege Jodendom. Haar eerste publicaties richtten zich op de rol van oudtestamentische messiaanse tradities in het onderwijs van Jezus en gingen regelrecht in tegen wat toentertijd als consensus gold binnen de Bijbelwetenschap. Later richtte Hooker zich vooral op de bestudering van de theologie van Paulus. Veel van haar publicaties worden nog steeds als toonaangevend beschouwd.
Dat Hooker een belangrijk stempel op de nieuwtestamentische wetenschap heeft gedrukt, blijkt uit verschillende eredoctoraten die zij ontvangen heeft: DLitt van de universiteit van Bristol (1994) en DD van de universiteit van Edinburgh (1997). In 2004 ontving zij van de British Academy de Burkitt Medal for Biblical Studies.
Morna Hooker is de weduwe van methodistenpredikant dr. David Stacey.

## Publicaties
Morna Hooker heeft tientallen publiaties op haar naam staan. Daartoe behoren onder meer de volgende werken:
- 1959 Jesus and the Servant: The Influence of the Servant Concept of Deutero-Isaiah in the New Testament (Londen: SPCK)
- 1967 The Son of Man in Mark (Londen: SPCK)
- 1983 The Message of Mark (Londen: Epworth)
- 1986 Continuity and Discontinuity: Early Christianity in Its Jewish Setting (Londen: Epworth)
- 1990 From Adam to Christ: Essays on Paul (Cambridge: Cambridge University Press)
- 1991 A Commentary on the Gospel According to Saint Mark (Black's New Testament Commentaries; Londen: Black)
- 1994 Not Ashamed of the Gospel: New Testament Interpretations of the Death of Christ (Carlisle: Paternoster)
- 2003 Paul: A short introduction (Oxford: One World)